# Municipio San Fernando (Apure)
San Fernando es uno de los 7 municipios que conforman al estado Apure, además de que tiene 4 de las 25 parroquias que conforman este estado de Venezuela. Su capital es la ciudad de San Fernando de Apure la cual fue fundada en 1788, lo que lo convierte en municipio más importante del estado. El municipio tiene una superficie de 5982 km² y una población de 249 642 habitantes (INE Apure, 2024).

## Geografía

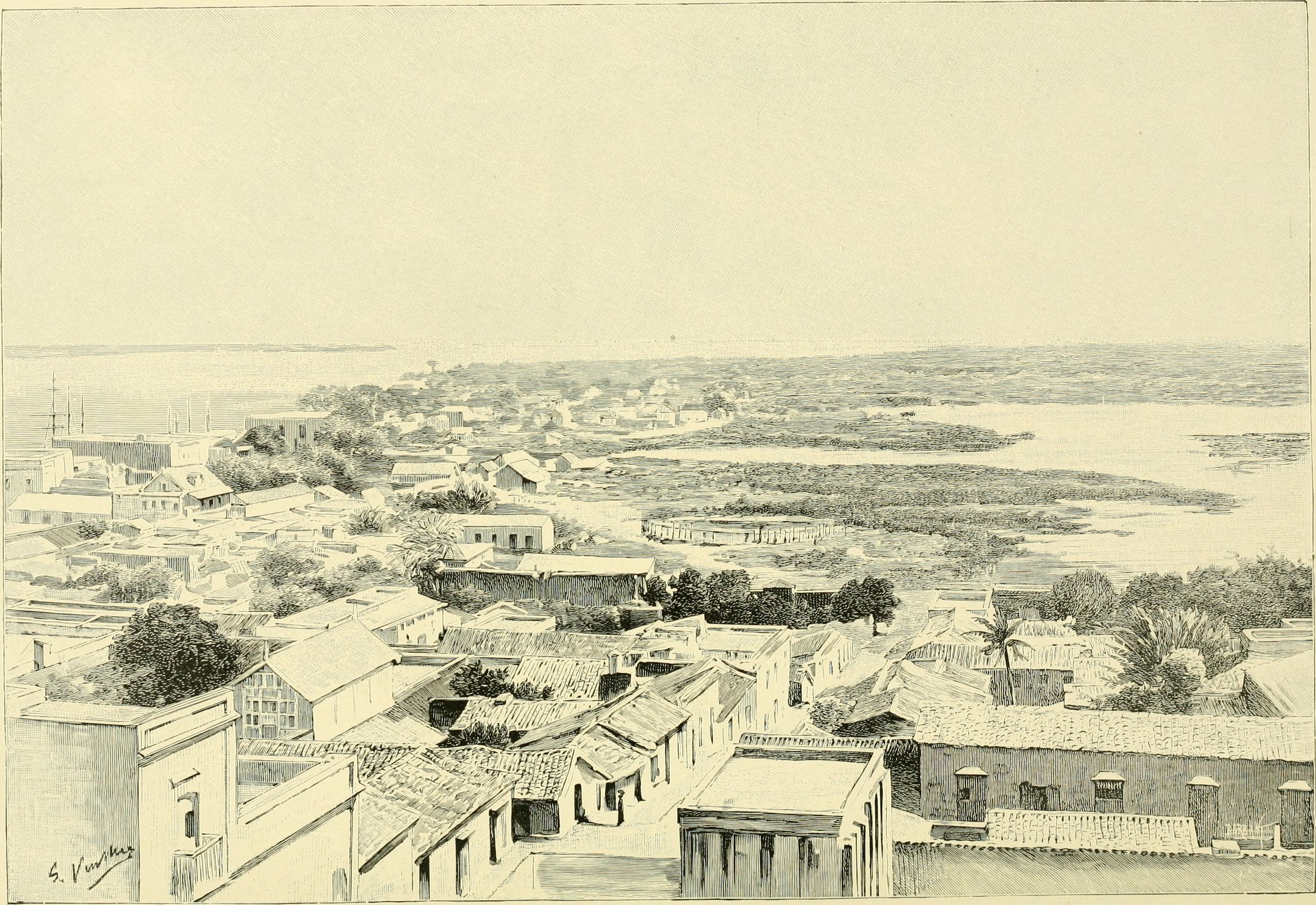
San Fernando en 1894.

El municipio se encuentra ubicado al noreste de Apure. Al norte, limita con el estado Guárico, al sur limita con el municipio Pedro Camejo y el estado Bolívar, al este con Bolívar nuevamente y al oeste con los municipios Achaguas y Pedro Camejo. Su capital, y del Estado Apure, San Fernando de Apure, queda al noroeste del municipio. La lista de las poblaciones del municipio San Fernando son las siguientes:

### Poblados
- San Fernando de Apure.
- Arichuna.
- San Rafael de Atamaica.
- Boca del Arichuna.
- Boca del Tigre.
- Boquerones.
- Cabuyarito.
- Coveras.
- El Caimán.
- El Jobal.
- El Negro.
- La Arenosa.
- La Bendición.
- La Culebra.
- La Esperanza.
- La Gomera.
- La Maciera.
- La Palmita.
- La Rompía.
- La Vega de Arauquita.
- Las Peonias.
- Los Dividiven.
- Los Médanos.
- Los Valentones.
- Mangas.

### Organización parroquial
| Parroquia              | Superficie | Población    | Densidad |
| ---------------------- | ---------- | ------------ | -------- |
| El Recreo              | km²        | 35.853 hab.  | hab./km² |
| Peñalver               | km²        | 13.079 hab.  | hab./km² |
| San Fernando de Apure  | km²        | 190.429 hab. | hab./km² |
| San Rafael de Atamaica | km²        | 10.250 hab.  | hab./km² |

### Hidrografía
En el municipio San Fernando se encuentra y limita con el Estado Bolívar, junto al río Orinoco. Al este de su posición, en el municipio también pasa un río grande que desemboca en el Orinoco, el río Apure, que pasa por mucho antes del municipio y termina desembocando en el Orinoco, también hay otros ríos menores que terminan en el Apure o el Orinoco dentro del municipio, algunos de ellos son:

#### Ríos
- Río Arichuna.
- Río Apure.
- Río Cunaviche.
- Río Payara.

#### Caños
- Caño Atamaiquita.
- Caño Mangía.

#### Lagos
En el municipio San Fernando solo hay pocos lagos y muchas lagunas, el lago Macanilla es uno de ellos y el más grande del municipio; está ubicado al sur del municipio, al norte de la población de El caimán.

### Vialidad
Las carreteras las más importantes están en el noreste. Algunas salen del poblado de San Fernando hacia el oeste del municipio. Hacia el sur y el este solo hay carreteras pequeñas o de primera orden (carreteras precarias).
El municipio cuenta con viajes marítimos por los diferentes ríos del municipio que los conectan con otros municipios del estado o más allá del mismo, en San Fernando de Apure, hay un aeropuerto, el aeropuerto Las Flecheras, que conecta al municipio con el resto de Venezuela y otros destinos internacionales.

### Clima
En el municipio al estar en sabana, su clima es típica del mismo, la temperatura generalmente está entre 28º hasta 36º, pocas veces en el municipio hace frío.

## Demografía
Ya que el municipio contiene la ciudad más grande e importante del estado, San Fernando de Apure, la gran mayoría población se encuentra en aquella ciudad, mientras el resto se encuentra dispersado en el resto del municipio. Su población es aproximadamente 249.642 personas (2024).

## Educación
La ciudad de San Fernando de Apure cuenta con gran número universidades y escuelas, una de las primeras universidades fue la Universidad Simón Rodríguez, así como también la Universidad Experimental de los Llanos Occidentales Ezequiel Zamora (UNELLEZ), la Universidad Experimental de las Fuerzas Armadas (Unefa) en el Antiguo Centros de compras Pacheco, Núcleo Apure de la Universidad Bicentenaria de Aragua (UBA) y Centros de Extensión de la Universidad Santa María (USM) y Universidad José Antonio Páez (UJAP).

## Cultura
El municipio cuenta con diversas festividades, algunas son las típicas como el carnaval, las Calendas de San Fernando en honor a San Fernando Rey, patrono del municipio. La música típica del municipio es la música Llanera y el baile característico es el joropo.

## Economía
La economía esta especialmente estructurada en el sector terciario, San Fernando posee la gran parte de los comercios del estado, existe también actividades del sector primario como la pesca y la ganadería extensiva pero en poca escala.

## Símbolos

### Himno
El municipio San Fernando, como todos los municipios del estado Apure, posee su propio himno titulado "Vuelvan caras", con letra de Amadeo Garbi y música de César Ramírez Gómez. Esta composición musical exalta la historia local y el espíritu independentista de la región.

### Escudo
El escudo del municipio presenta una estructura heráldica inspirada en los escudos tradicionales venezolanos, con algunos elementos distintivos. A sus lados aparecen hojas de plantas enlazadas por lazos con inscripciones de palabras simbólicas para el municipio. En el campo del escudo se representa por un lado animales locales, y por el otro, una figura emblemática del municipio. En la parte superior destaca un sol radiante, y en el fondo, un prado verde atravesado por caminos, simbolizando el desarrollo y el arraigo territorial.

### Bandera
La bandera municipal se compone de tres franjas horizontales:
- Amarillo en la parte superior
- Azul en el centro
- Verde en la parte inferior

En el centro de la franja azul se ubica el escudo del municipio, flanqueado a ambos lados por cuatro estrellas blancas, las cuales representan las cuatro parroquias que conforman la entidad. El diseño en su conjunto recoge fechas, símbolos y colores representativos tanto del municipio como del estado Apure y del país.

## Política y gobierno

### Alcaldes
| 1989 - 1992 | José Wilfredo Rodríguez | AD   | 55,57 | Primer alcalde bajo elecciones directas. |                       |                |      |  |                                                  |
| 1992 - 1995 | Darío Barrientos        | AD   | 53,18 | Segundo alcalde bajo elecciones directas |                       |                |      |  |                                                  |
| 1995 - 2000 | Simón Emilio Navas      | AD   | -     | Tercer alcalde bajo elecciones directas (se realizaron elecciones generales adelantadas en el 2000 debido a la aprobación de la Constitución de 1999) |                       |                |      |  |                                                  |
| 2000 - 2004 | Freddy Ibáñez           | AD   | 39,20 | Cuarto alcalde bajo elecciones directas |                       |                |      |  |                                                  |
| 2004 - 2008 | Armando Arévalo         | MVR  | 66,54 | Quinto alcalde bajo elecciones directas |                       |                |      |  |                                                  |
| 2008 - 2013 | John Guerra             | PSUV | 43,10 | Sexto alcalde bajo elecciones directas. (se postergan 1 año las elecciones municipales pautadas para finales del 2012)                                |                       |                |      |  |                                                  |
| 2013 - 2017 | Ofelia Padrón           | PSUV | 65,27 | Séptimo alcalde bajó elecciones directas |                       |                |      |  |                                                  |
| 2017 - 2021 | Ofelia Padrón           | PSUV | 77,03 | Reelecta |                       |                |      |  |                                                  |
| 2021 - 2025 | Ofelia Padrón           | PSUV | 41,19 | Reelecta | 29/05/2025-27/07/2025 | Jesus Quiñonez | PSUV |  | Encargado De Completar El Periodo Constitucional |
| 2025 - 2029 | Lisandro Solorzano      | PSUV | 95,82 | Octavo alcalde bajó elecciones directas |                       |                |      |  |                                                  |

### Concejo municipal
Período 1989 - 1992
| Concejales:              | Partido político / Alianza |
| ------------------------ | -------------------------- |
| Luis Lippa               | AD                         |
| Aureliano Correa         | AD                         |
| Dina Pérez de Silva      | AD                         |
| Francisco Tovar          | AD                         |
| Emma Solorzano de Luna   | AD                         |
| Juan Bautista Flores     | COPEI                      |
| Jesus Antonio Marichales | COPEI                      |
| Orlando García Bolaños   | COPEI                      |
| Saul Gamboa              | COPEI                      |

Período 1992 - 1995
| Concejales:            | Partido político / Alianza |
| ---------------------- | -------------------------- |
| Maria de Gonzáles      | AD                         |
| Dina Pérez de Silva    | AD                         |
| Carmen Martínez        | AD                         |
| Luis Bello             | AD                         |
| Emma Solorzano de Luna | AD                         |
| Juan Rodríguez         | AD                         |
| Carlos Jiménez         | COPEI                      |
| Octavio Espinoza       | COPEI                      |
| Juan Bautista Flores   | COPEI                      |

Período 1995 - 2000
| Concejales:       | Partido político / Alianza |
| ----------------- | -------------------------- |
| Freddy Ibáñez     | AD                         |
| Miguel Ledezma    | AD                         |
| Angel Nuñez       | AD                         |
| Miguel Montaña    | AD                         |
| Nidia Ojeda       | AD                         |
| Dario Torrealba   | AD                         |
| Carlos Cedeño     | LCR                        |
| Rogert Flores     | COPEI                      |
| Narciso Hernandez | CONVERGENCIA               |

Período 2013 - 2018
| Concejales         | Partido político / Alianza |
| ------------------ | -------------------------- |
| Júlio Uvieda       | PSUV                       |
| Eliezer Herrera    | PSUV                       |
| Doriana González   | PSUV                       |
| Pedro Prieto       | PSUV                       |
| Carlos Milano      | PSUV                       |
| Rosa Castillo      | PSUV                       |
| Carys Miguel Cueva | PSUV                       |
| Evencio Suárez     | MUD                        |
| Manuel González    | (Representación Indígena)  |

Período 2018 - 2021
| Concejales       | Partido político / Alianza |
| ---------------- | -------------------------- |
| José Cabrera     | PSUV                       |
| Doriana Gonzalez | PSUV                       |
| Julio Uvieda     | PSUV                       |
| Nilcis Nuñez     | PSUV                       |
| Gilberto Bolívar | PSUV                       |
| Rosa Castillo    | PSUV                       |
| Jesus Quiñónez   | PSUV                       |
| Rosalba Rincón   | PSUV                       |
| luis Yarumary    | (Representación indígena)  |

Periodo 2021 - 2025
| Concejales:          | Partido político / Alianza |
| -------------------- | -------------------------- |
| Elia Pérez           | PSUV                       |
| Sonia Medina         | PSUV                       |
| Francisco Campanelli | PSUV                       |
| Jesus Quiñones       | PSUV                       |
| Maria Díaz           | MUD                        |
| Angel Arana          | MUD                        |
| Sonia Núñez          | MUD                        |
| Wilson Gallardo      | MUD                        |
| Anyi Nuñez           | (Representación indígena)  |